# クレイグ・ファロン
クレイグ・ファロン（Craig Fallon、1982年12月18日- 2019年7月15日）はイギリスのイプスウィッチ出身の柔道選手。階級は60kg級。身長167cm。

## 人物
柔道は8歳の時に始めた。2003年の世界選手権では決勝で韓国の崔敏浩に小外掛で敗れて2位だった。翌年のアテネオリンピックでは3回戦で敗れた。2005年の世界選手権では決勝でオーストリアのルートウィヒ・パイシャーを有効で破って優勝を飾った。しかし、2008年の北京オリンピックでは3回戦でパイシャーに効果で敗れて7位に終わった。その後は66kg級に階級を上げるものの、2012年になると引退を表明した。2019年にはウェールズ代表のヘッドコーチとなったが、同年7月15日に死去。36歳没。

## 主な戦績
- 2001年 - ヨーロッパジュニア　　2位
- 2002年 - 英連邦競技大会　優勝
- 2003年 - フランス国際　優勝
- 2003年 - ヨーロッパ選手権　2位
- 2003年 - 世界選手権　2位
- 2004年 - チェコ国際　優勝
- 2004年 - U23ヨーロッパ柔道選手権大会　優勝
- 2005年 - フランス国際　3位
- 2005年 - ポーランド国際　優勝
- 2005年 - 世界選手権　優勝
- 2006年 - ヨーロッパ選手権　優勝
- 2007年 - イギリス国際　優勝
- 2008年 - オーストリア国際　優勝
- 2008年 - 北京オリンピック　7位